# Jules Alexandre Milz
Jules Alexandre Milz (* 10. September 1861 in Virton, Belgien; † 1. Oktober 1902 in Brüssel, Belgien) war ein belgischer Soldat und Forschungsreisender, der ab Ende der 1880er Jahre für den belgischen König Leopold II. an Expeditionen teilnahm, die zu dieser Zeit auf dem Gebiet des Kongo-Freistaats organisiert wurden. Er bereiste insbesondere den Uele-Distrikt, wo er die Frage klärte, ob der Uelle-Fluss der obere Teil des Ubangi-Flusses war. 1891–1892 war er stellvertretender Kommandant einer Expedition zum Nil und übernahm das Kommando, nachdem der Anführer Guillaume Van Kerckhoven gestorben war.

## Biografie

### Frühe Jahre (1861–1888)
Jules Alexandre Milz wurde am 10. September 1861 in Virton im belgischen Teil von Lothringen geboren. Seine Eltern waren Jacques Milz und Joséphine Philippart. Er trat am 20. August 1880 dem 2. berittenen Jägerregiment bei und wurde am 29. Juni 1883 zum Leutnant des 4. Lancers-Regiments ernannt. 1888 meldete er sich für den Dienst im Kongo-Freistaat.

### Erste Dienstzeit (1888–1891)
Am 17. Juni 1888 verließ Milz als Offizier der Force Publique Antwerpen. Er kam am 25. Juli 1888 in Boma an und wurde dem Distrikt Bangala zugeteilt, wo Guillaume Van Kerckhoven Nachschub und Ersatz für die von Léon Roget geführten Expeditionen im Osten des Kongogebiets organisierte. Der Auftrag der Expeditionen bestand darin, befestigte Lager am Aruwimi-Fluss und am Sankuru-Fluss zur Verteidigung gegen arabisch-sansibarischen Elfenbein- und Sklavenhändlern zu errichten. Milz verließ Bangala am 24. Oktober 1888 mit der von Francis Dhanis geführten Kolonne. Die Kolonne errichtete Posten in Umangi, Upoto und Yambuya und befand sich am 8. Februar 1889 am Zusammenfluss des Aruwimi mit dem Kongo, wo die Station Basoko, die spätere Hauptstadt des neuen Distrikts Aruwimi-Uele, errichtet wurde. Dort übernahm Roget nach zwischenzeitlicher Abwesenheit am 28. Juli 1889 das Kommando.
Die Expedition gründete dann die Posten Bomane, Bassoa und Yambisi. Milz wurde mit der Leitung von Bomane, danach von Bassoa betraut. Im April 1890 begleiteten Milz und Joseph Duvivier Roget, um einen Posten in Djabir (heute: Bondo) am Uele zu gründen. Weiterhin errichteten sie die Station Ibembo am Itimbiri-Fluss, wo sie Duvivier das Kommando überließen. Milz reiste dann mit Roget weiter zu den Go-Stromschnellen, dann über Land zum Likati-Fluss, wo sie den Posten Ekwangatana gründeten. Sie vertrauten diesen Posten einem afrikanischen Offizier an, kehrten nach Ibembo zurück, zogen dann nordnordöstlich in Richtung des oberen Likati und Djabir und überquerten das Becken des Flusses Tinda. Am 23. Mai 1890 gründeten sie zwischen Ibembo und dem Likati Mopocho, das sie ebenfalls einem afrikanischen Offizier anvertrauten. Am 25. Mai 1890 überquerten sie den Likati und erreichten am 27. Mai 1890 den Fluss Uelle gegenüber dem Dorf von Sultan Djabar. Sultan Djabir unterzeichnete einen Vertrag mit Milz und an der Stelle der ehemaligen ägyptischen Zeriba von Deleb wurde ein Posten errichtet.
Milz begann mit dem Bau der Station, während Roget unter der Führung von Sultan Djabir erfolglos versuchte, sich Alphonso van Gèle in Yakoma anzuschließen. Roget war bis nach Mbili und Gangu in den Norden gegangen, nachdem er gehört hatte, dass das Land flussabwärts zu gefährlich sei. Am 9. Juni 1890 kehrte er nach Djabir zurück. Roget verließ Djabir im Juli, um nach Basoko, Pool und Boma zurückzukehren. Er überließ Milz das Kommando mit der Anweisung, eine Verbindung mit Yakoma herzustellen Im Juli und August 1890 führten Milz, sein Assistent Mahutte und Sultan Djabir 500 Mann, davon 100 mit Gewehren bewaffnet, an, um die indigenen Stämme am rechten Ufer zu unterwerfen, mussten jedoch nach neun Tagen erfolglos nach Djabir zurückkehren.
Im September musste Milz einen Angriff der Araber unter Kipanga-Panga abwehren. Es gibt widersprüchliche Berichte darüber, wer die Initiative ergriffen hatte, aber es scheint, dass Van Gèle am 18. November von der Anwesenheit eines Europäers in Djabar hörte und über einen Umweg den Uele hinauf aufbrach und am 2. Dezember das Dorf Gamanza erreichte. Am nächsten Tag traf er Milz, der ihm entgegenkam. Damit war die Ubangi-Uele-Frage geklärt. Milz und Van Gèle hörten, dass die Araber am unteren Bima-Fluss und am Rubi-Fluss operierten, und machten sich in diese Region auf. Im Dezember 1890 gelang es ihnen, die muslimischen Händler zu vertreiben.

### Nilexpedition (1891–1892)

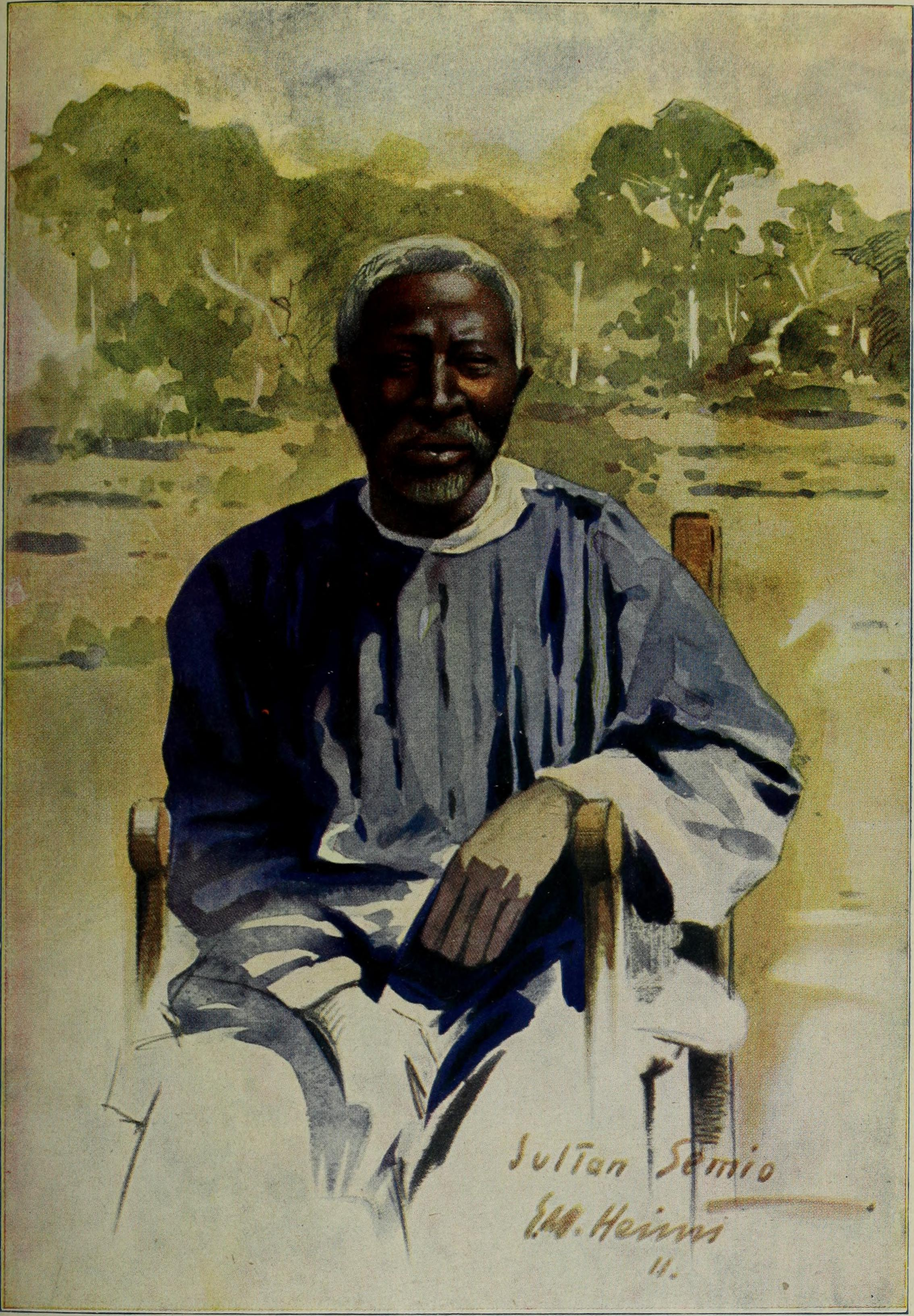
Semio, Sultan der Asande Avungura. Aquarell von E. M. Heims, 1911.

Als Milz' Amtszeit vorüber war, ging er nach Stanley Pool. Dort bat ihn Van Kerckhoven im März 1891, an den Uelle zurückzukehren, um den stellvertretenden Oberbefehl seiner Expedition von dort aus zum Nil zu übernehmen. Milz nahm das Angebot an und war am 26. März 1891 in Basoko. Anfang Juli hatte sich der Großteil der Van-Kerckhoven-Expedition in Djabir versammelt, bestehend aus 15 Europäern und 500 Afrikanern der Force Publique. Die Vorhut unter der Führung von Pierre Ponthier brach am 7. Juli 1891 flussaufwärts auf. Im August wurde Milz zu Sultan Semio geschickt, um dessen Hilfe für die Expedition zu erbitten. Milz schickte Van Kerckhoven am 25. November eine Nachricht, in der er berichtete, dass Semio nun ein Verbündeter sei, und am 25. November trafen Milz und Semo mit 600 Soldaten und 500 Trägern im Lager Bomokandi ein.
Anschließend wurde der Weg in Richtung Nil fortgesetzt. Ponthier, Semio und seine Soldaten sollten über Land gehen, während Milz und Van Kerckhoven mit den Vorräten über Wasser reisen würden. Die Gruppen brachen am 12. Dezember auf und trafen am 22. Dezember in Amadi wieder zusammen, wo sie mit dem Aufbau eines Postens begannen. Am 30. Dezember 1891 verließen Van Kerckhoven, Milz, Ponthier und andere Amadi und wieder zogen weiter nach Westen. Sie waren am 1. Januar 1892 am Zusammenfluss von Mbe und Bomokandi, als Ponthier erkrankte und über Djabir nach Boma zurückkehren musste. Nachdem die wichtigsten Häuptlinge der Region sich ihnen unterwarfen und genügend Kanus für die Transportaufgaben zur Verfügung stellten, kehrte die Expedition am 24. Januar nach Amadi zurück. Am 29. Januar wurde die Reise fortgesetzt und die Flottille erreichte am 2. Februar 1892 wiederum Bomokandi. Milz, Gustave Gustin, Clément-François Van de Vliet und Semio, die auf dem Landweg entlang des Südufers des Uele gereist waren, wurden von den Barambo angegriffen. Sie konnten ihren Marsch fortsetzen, nahmen Kontakt mit den örtlichen Häuptlingen auf und wählten Standorte für neue Posten aus. Am 18. März erreichten sie den Zusammenfluss des Gada-Flusses mit dem Uele, wo sie beschlossen, im Dorf Mbegu eine neue Station namens Niangara zu errichten. Van Kerckhoven traf dort am 25. März 1892 ein und Jean-Hubert Cloesen wurde mit der Leitung der Station beauftragt.
Am 7. April setzte die Vorhut ihren Marsch fort und ließ den wegen Krankheit nicht transportfähigen Van Kerckhoven in Niangara zurück. Milz und Van de Vliet, die von Niangara nach Bomokandi gekommen waren, verließen Bomokandi am 22. April und erreichten Mbittima am 2. Juni. Semio wurde vorausgeschickt, um die Bevölkerung vorzubereiten. Am 6. Juni verließen Van Kerckhoven, Milz, Montangie und Van de Vliet Mbittima mit dem Kanu. Sie erreichten Surur am 10. Juni und beschlossen, den Nzoro-Fluss hinaufzufahren, fanden ihn jedoch durch Stromschnellen, die sogenannten Milz-Fälle, blockiert. Die Kolonne wurde geteilt und 200 der weniger marschfähigen Männer wurden am Fuße der Stromschnellen zurückgelassen, während die anderen auf der Suche nach der Vorhut von Gustin und Semio weiter vorgehen sollten. Am 11. Juli brachen Van Kerckhoven und Milz auf dem Landweg entlang des Südufers des Nzoro durch schwieriges Gelände auf, wobei die Soldaten ihre Lasten trugen, da es an Trägern mangelte. Sie erreichten Tagomolanghi am 25. Juli 1892.

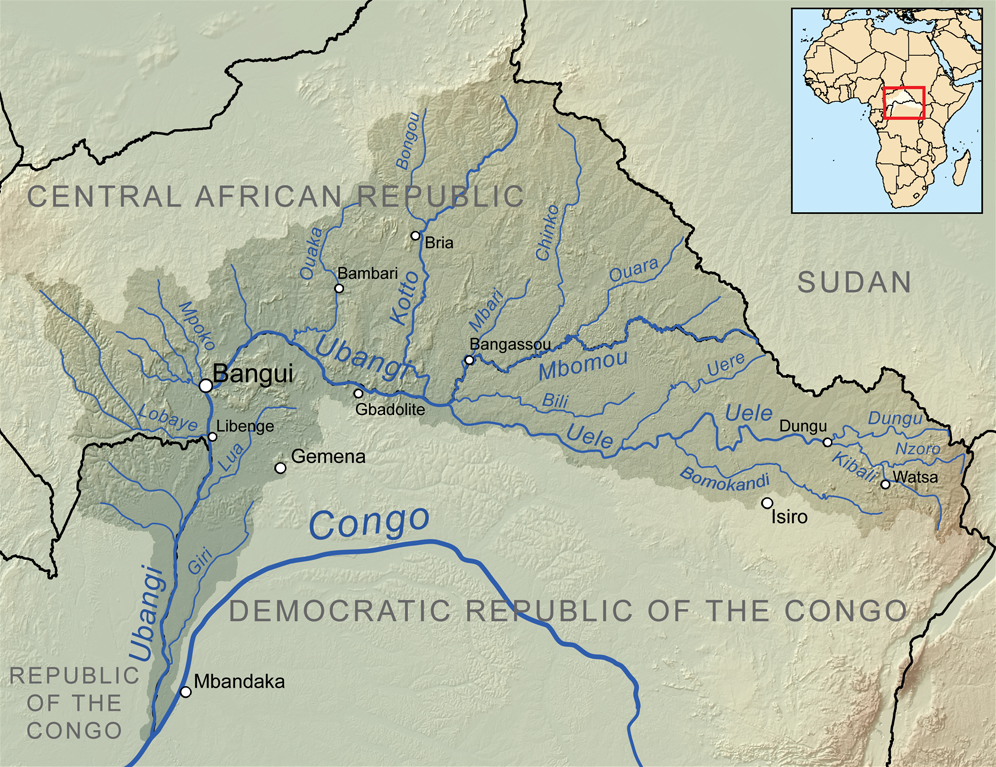
Das Gebiet von Uelle, Ubangi und ihrer zahlreichen Nebenflüsse, in der sich die Expedition hauptsächlich bewegte.

Van Kerckhoven starb am 10. August 1892 in Djebel Watti. Er wurde versehentlich durch einen Schuss aus dem Gewehr getötet, das sein Offiziersbursche gerade nachlud. Er wurde dort begraben und Milz übernahm das Kommando. Die Expedition verließ den Berg Beka am 12. August 1892 und erreichte bald den Khor Arave, einen Nebenfluss des Nils. Sie schlugen ein Lager auf und schickten eine Kundschaftergruppe in Richtung Nil. Am 19. August war Milz am Berg Lehmin bei den Kakwas. Am 24. August fand er den Fluss Kibbi, wo er ein Lager namens Fort Lehmin errichtete. Er setzte seine Reise nach Nordosten fort und erreichte die alte ägyptische Zeriba von Ganda, wo er Gustin unterbrachte. Im Oktober 1892 erreichte er Wadelai am Nil nördlich des Albertsees. Er rekrutierte Soldaten von Emin Pascha, die er in der Region vorfand, aber sie erwiesen sich als unzuverlässig. Unter dem Druck der Mahdisten war er zum Rückzug gezwungen.
Milz machte sich dann schließlich auf den Rückweg nach Westen zum Dungu-Fluss. Er verließ Semio in Ndirfi und fuhr weiter in Richtung Faraki am oberen Dungu. Er errichtete den Faradje-Posten ein kleines Stück flussaufwärts von Mundu. Am 18. Dezember 1892 erreichte er den Zusammenfluss von Dungu und Kibali, einen der Quellflüsse des Uele, wo Florimond Delanghe wartete, um das Kommando über die Expedition zu übernehmen. Milz begann mit der Einrichtung eines Postens am Zusammenfluss von Kibali und Dungu, der entsprechend ebenfalls Dungu genannt wurde.

### Spätere Karriere (1893–1901)
Am 20. Januar 1893 übergab Milz offiziell das Kommando über die Posten in den Distrikten am Nil und in Haut-Uele an Delanghe und ging mit ihm nach Niangara, das er am 17. Februar erreichte. Am 23. Oktober 1893 kehrte er nach Boma zurück und schiffte sich am 28. Oktober von Cabinda aus ein. Zurück in Europa wurde Milz zum Hauptmann des 1. Guide-Regiments ernannt. Am 30. Juni 1900 brach er erneut nach Afrika auf und wurde mit einer Sondermission zur Festlegung der belgisch-deutschen Grenze in Kivu beauftragt. Am 27. Juli 1901 kehrte er nach Europa zurück. Er starb am 1. Oktober 1902 in Brüssel an Angina Pectoris.